# Òran-luaidh
En gaélique écossais, un òran-luaidh (nom masc., plur. : òrain-luaidh, scots : waulking song) est un « chant de foulage », notion qu’on pourrait aussi traduire par « chants à fouler » ou encore « chant de foulerie ».
Les chants à fouler font partie de ce qu’on appelle parfois des chants de travail. Pour la plupart, les chants populaires avaient autrefois une fonction utilitaire. C’est bien sûr le cas des berceuses, mais aussi de tous les chants de travail, qui servaient autant à rythmer les tâches qu’à briser la monotonie.
Le foulage manuel est une tâche aujourd’hui disparue, les ouvriers ayant été remplacés par des machines industrielles. Toutefois, les gestes du foulage sont encore pratiqués avec le chant à fouler, à l’occasion de festivals, notamment dans les Hébrides extérieures.

## Étymologie et origine
Mot-à-mot, òran-luaidh signifie « chant de foulage » : luaidh est le génitif de luadh, dont la racine celtique serait [ploud], mot qui évoquerait le mouvement ou le déplacement.
Le foulage avait en effet pour but d’assouplir la laine. Il fallait donc la faire bouger, au pied ou à la main, au moyen de divers procédés.
Cette origine est à comparer avec l’équivalent scots waulk, dont la racine protogermanique serait *welk- (rouler, plier), qui en se combinant au vieil anglais wealcan, aurait aussi donné l’anglais walk (marcher).
Mais si les chants de foulage sont une spécificité de la culture gaélique écossaise, on sait en revanche que le foulage a été pratiqué dans une grande partie de l’Europe, au moins depuis l’époque romaine : pour les Romains, par exemple, le fullo (génitif –ōnis, « foulon ») était une personne qui pressait les étoffes.
Le verbe français « fouler » vient d’ailleurs de là et sert lui aussi parfois à dénoter l’idée de mouvement (« fouler la terre ») parfois même avec un sens métaphorique : « fouler du pied », « fouler aux pieds » peut signifier ignorer, mépriser, ou opprimer par exemple.

## En Écosse

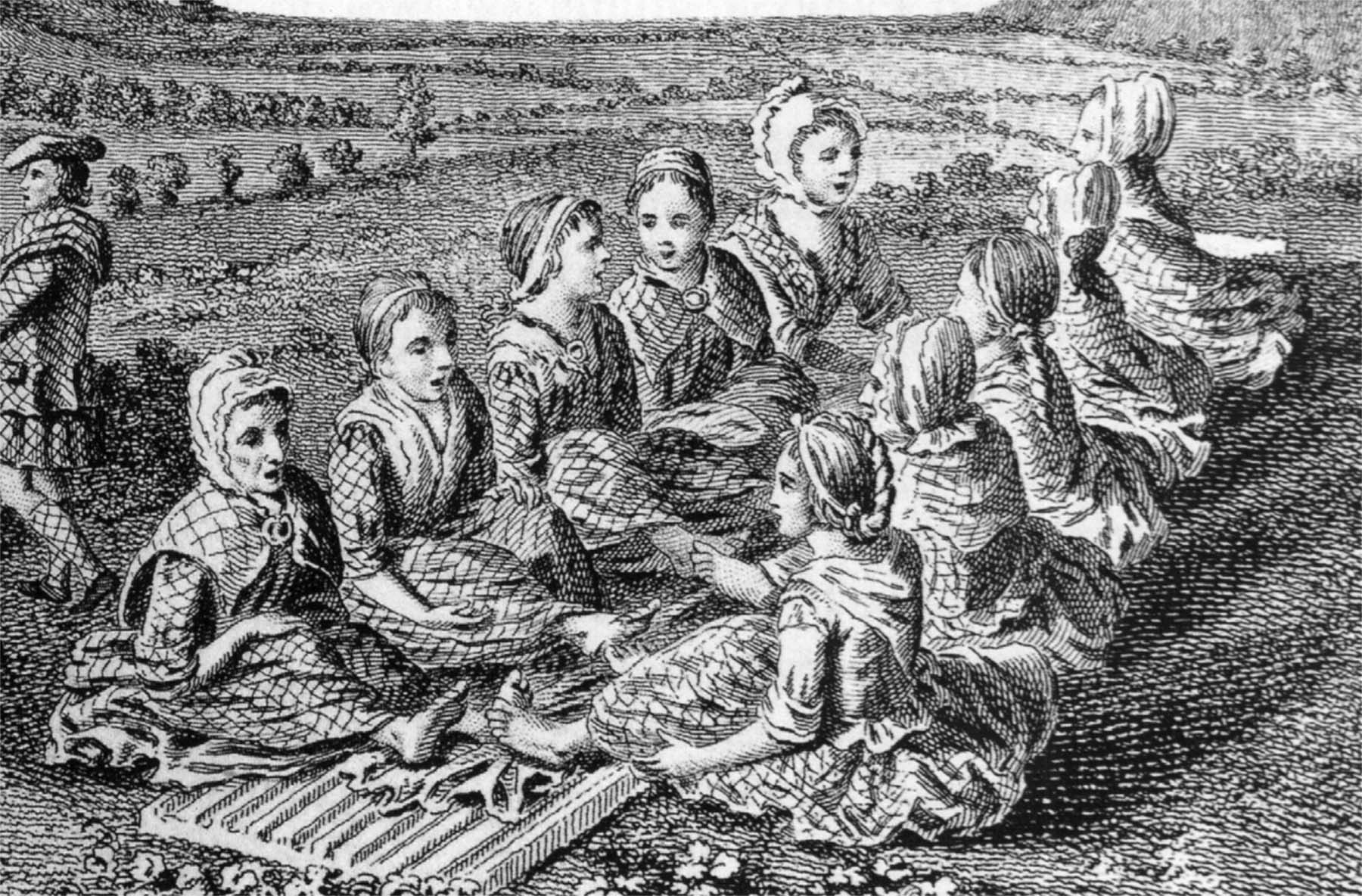
Gravure représentant des Écossaises en train de chanter pendant le foulage, vers 1770

Le foulage avait pour but de dégraisser et d’assouplir l’étoffe de laine (tweed). La laine devait d’être manipulée jusqu’à ce qu’elle se feutre. Le travail s’effectuait en groupe dans des bassins ou sur des surfaces dures. Pour rythmer la tâche et briser sa monotonie, on chantait donc des chants simples et cadencés : les òrain-luaidh.
Ils étaient traditionnellement chantés par les femmes, car ce sont elles qui se chargeaient de cette tâche, mais leur sujet pouvait être l’histoire d’un homme : dans Càit an do dh'fhàg thu m' fhichead ginidh? le narrateur est un homme qui a emprunté de l'argent pour s’acheter un bateau, mais aussi pour offrir une robe et des chaussures à sa belle.
Aujourd’hui, certains de ces chants sont encore très présents dans la culture gaélique, mais parfois aussi dans la culture britannique. Coisich, a rùin (« Allez, mon amour ») en est probablement le meilleur exemple : cet òran-luaidh vieux d’au moins 400 ans, est entré dans le Top 40 des charts britanniques en 1992, quand la version interprétée par le groupe écossais Capercaillie a été reprise par un programme télévisé sur le Prince Charles.

### Principe de l’òran-luaidh
Une séance de foulage commençait souvent avec des chants au rythme plus lent, puis le tempo s’accélérerait au fur et à mesure que la laine s'assouplissait.
Les ouvrières la faisaient tourner progressivement vers la gauche afin de la travailler à fond. Selon certaines superstitions, on racontait que faire tourner la laine vers la droite, ou dans le sens inverse des aiguilles d'une montre, portait malheur.
Une autre superstition voulait qu'on évite de chanter deux fois le même chant pendant un même foulage, ce qui explique en partie pourquoi certains òrain-luaidh comportent énormément de couplets et pourquoi il existe de nombreux chants à fouler. Plus que d'éviter la malchance, il est probable que le véritable but était d'éviter l'ennui.

### Structure
Les òrain-luaidh sont généralement composés de quatrains. Quand le chant était composé d’un refrain et de couplets, une seule ouvrière chantait les couplets et les autres ne l'accompagnaient que pour le refrain.
Comme pour beaucoup de chants populaires, les paroles chantées pendant le foulage varient beaucoup. Selon la longueur ou les dimensions de la laine qui devait être foulée, les chanteuses pouvaient par exemple ajouter ou enlever des couplets. Les couplets d'une chanson pouvaient aussi apparaître dans une autre, et parfois, la chanteuse principale improvisait, incorporant des anecdotes ou des clins d’œil à la vie de la collectivité.
Chaque quatrain peut être constitué de quatre vers différents ou au contraire, jouer sur des répétitions. Les quatrains de Abu chuibhl’ par exemple, alternent deux vers identiques et deux vers uniques, le but étant d’amener chaque fois la chute du dernier vers sur un toponyme différent.
Parfois il n'existe pas de refrain : les deux derniers vers de chaque quatrain forment les deux premiers du quatrain suivant. C'est par exemple le cas de la structure de 'S fliuch an oidhche (« Pluvieuse est la nuit »), autre nom de Coisich a rùin.

### Interjections
Autre caractéristique, le refrain des chants à fouler est souvent fait d'interjections inintelligibles, dont la fonction est similaire à celle de "tra la la lère" en français.
Dans certains chants à fouler, le refrain et les couplets sont clairement différenciés. Mais dans d'autres, certaines vocales interjectives du refrain sont reprises dans les quatrains.

## Au Canada
Au XVIIIe siècle, pendant les Fuadaich nan Gàidheal (« l'expulsion des Gaels », en anglais : Highland Clearances), la diaspora écossaise a exporté les méthodes traditionnelles de foulage, notamment au Canada.
En Nouvelle-Écosse, en particulier à Cape Breton, le foulage est connu sous le nom de milling. Contrairement à ce qui se faisait en Écosse, les hommes y prenaient part aussi. Comme en Écosse, cette pratique aujourd'hui disparue y reste célébrée aujourd'hui lors des festivals culturels.
Il est probable qu’au Canada, cette pratique gaélique ait été transmise aux Acadiens : les auteurs de Trésors de la chanson populaire française. Autour de 50 chansons recueillies en Acadie notent par exemple qu’en Acadie, « On chante aussi toutes sortes de chansons pour rythmer le foulage des étoffes, notamment : Mon père a fait bâtir maison (n° 457), C’est la belle Françoise (n° 80). »
Ces chants ne sont pas à proprement parler des òrain-luaidh: C'est la belle Françoise est une chanson française, importée au Canada vers 1650 par les soldats de Louis XIV, qui combattaient les Iroquois. Toutefois, leur structure se prêtaient bien au foulage. Les pratiques culturelles des Gaels se seraient donc mélangées à la musique acadienne et à l'héritage culturel de la Nouvelle France, pour donner naissance à des chants à fouler francophones.